# 马库斯·施密特
马库斯·施密特（德語：Markus Schmidt，1968年10月23日—），奥地利男子雪橇运动员。他曾代表奥地利参加1992年和1994年冬季奥林匹克运动会雪橇比赛，其中1992年冬季奥运会获得一枚铜牌。